# Almyros
Almyros este capitala provinciei omonime din Prefectura Magnesia în Grecia, centru al unei câmpii prospere, numite „Krokio Pedio“. Almyros are 9.000 de rezidenți și include, în afară de orașul Almyros, și satele Platanos, Euxinoupolis, Krokio, Ano Mavrolofo, Argilokhori, Zarkadokhori, Mavrolofo, Neokhoraki și Perdika.
Vezi și: Listă de orașe din Grecia